# هلن سوزمن
هلن سوزمن (نام اصلی هلن گاوُرنْسْکی) (زاده ۷ نوامبر ۱۹۱۷ – درگذشته ۱ ژانویه ۲۰۰۹) فعال سیاسی ضد آپارتاید و عضو پارلمان آفریقای جنوبی بود.
او که خود سفیدپوست بود تا ۱۳ سال تنها نمایندهٔ پارلمان بود که صریحاً علیه رژیم نژادپرست آفریقای جنوبی صحبت می‌کرد و دو بار نیز برای دریافت جایزه صلح نوبل نامزد شده بود و ۲۷ دکترای افتخاری از دانشگاه‌های جهان دریافت کرد.
هلن گاورنسکی دختر یک مهاجر یهودی‌الاصل از لیتوانی بود و در سال ۱۹۵۳ وارد پارلمان آفریقای جنوبی شد. هلن سوزمن بارها به دیدار نلسون ماندلا در زندان می‌رفت و ماندلا در زندگینامه خود نوشته‌است: «دیدن این زن جسور درحالی که به داخل سلول زندان چشم دوخته بود و در حیاط زندان راه می‌رفت، صحنه‌ای عجیب و خارق‌العاده بود. وی اولین و تنها زنی بود که با حضور خود سلول‌های ما را مزین کرد.»